# جسئيات
الجَسْئِيّات هي رتبة متروكة (مُلغاة) من الثدييات التي وصفها جوتليب ستور، وجورج كوفييه، وآخرون، وقد اعترف بها في وقت ما من قبل العديد من علماء النظاميات. ولأنها متعددة العرق، لم تعد هذه الرتبة قيد الاستخدام، ولكنها مهمة في تاريخ علم النظاميات. خارج التصنيف البيولوجي الصارم، يُستخدم مصطلح جسئيّ عادة لوصف الفيل ووحيد القرن وفرس النهر والتابير.